# Arthroleptis mossoensis
Arthroleptis mossoensis е вид земноводно от семейство Arthroleptidae.

## Разпространение
Видът е разпространен в Бурунди.